# Чекин, Фёдор Гаврилович
Чекин, Федор Гаврилович (? — 2 марта 1741) — генерал-поручик армии, один из второстепенных деятелей эпохи Петра Великого и последующих царствований.

## Биография
Сведения о его жизни скудны и отрывочны. В 1708 году, в чине бригадира, он был отправлен Петром из Кракова к Ф. М. Апраксину, согласно просьбе последнего. Командуя конницей (драгунами), Чекин участвовал при взятии Кексгольма (1710 год) и за отличие был награждён 2-месячным окладом, но его не получил, и уже значительно позже ему было взамен пожаловано выморочное поместье в 30 четвертей. В 1712 году он находился в штабе князя Меншикова, а в следующем году снова был перечислен к графу Апраксину и в мае был при осаде Або.
В 1714 году Чекин был произведен в генерал-майоры и назначен «начальником бригады драгунских полков», с которыми в 1715 году отличился в Вазаском сражении; наградой ему за это была его «персона», сделанная из «дробных шведских денег» (такую же награду получили Бутурлин и Чернышев), в этом же году ему и капитану гвардии Румянцеву поручено было взять шведский город Каянбург, расположенный в Улеоборгском лене на территории нынешней Финляндии.
С 1722 года характер деятельности Чекина меняется, и из боевого генерала он становится скорее деятелем гражданским, администратором, оставаясь в то же время на военной службе; в этом году он был послан в Архангелогородскую губернию для «переписи душ мужеского пола», производившейся с целью расквартирования армии по всей России на непосредственное, так сказать, содержание её населением; полки, которыми командовал Чекин, были расположены на довольствие в провинциях Архангелогородской, Вологодской, Устюжской и Галицкой. В феврале следующего года Чекин получил щекотливое поручение разыскать в г. Галиче лифляндского жителя Скавронского (по слухам, брата Государыни).
Во время коронации Императрицы Екатерины I он, с пятью другими генералами, нес разукрашенный балдахин, под которым шла Государыня в Архангельский собор.
Отвлекаемый кратковременными поручениями, он усиленно работал над вопросом о переписи, и плодом этих трудов являются его доклады Сенату. Так, в 1723 году, когда был поднят вопрос о половниках и Петр сделал распоряжение, чтобы лица, производившие переписи, сами пришли к какому-нибудь соглашению по этому вопросу, Чекин один отстаивал и отстоял положение, что половники никаким образом не должны быть прикрепляемы к земле, что Сенат и узаконил в январе 1725 года, ограничив право передвижений половников пределами своего уезда. В 1725 году он докладывал в Сенате о необходимости внести в подушную перепись крестьян и раскольников Галицкого уезда, и взять с них штрафные деньги за раскол; несколько позже состоялся его же доклад о собирании воинской подати деньгами с тех «душ», на которых не легла обязанность содержать войско натурой. В конце этого года он был произведен в генерал-лейтенанты и переведен вместе со своими драгунами в пределы Казанской и Астраханской губ.
В 1728 году он назначен начальником царицынского корпуса при царицынской сторожевой линии. В промежуток времени с 1726 по 1728 год Чекин принимал участие, в качестве судьи, в делах Мещерского и Волынского, и затем вел постоянную войну с ворами и грабителями, свившими себе гнездо в Пензенской губернии, и с башкирами, делавшими, под предводительством Бактыгирея, постоянные набеги на пограничные губернии.
В конце 1728 года, жители Казанской губернии подали на Чекина жалобу, обвиняя его во взяточничестве, незаконных поборах и т. п.; чем окончилось назначенное расследование этой жалобы, выяснить не удалось; с уверенностью можно сказать, что если он и понес наказание, то не очень сильное, так как уже в 1732 году, в письме Салтыкова, он назван генерал-поручиком и здесь же дана его характеристика, как человека взбалмошного, строптивого. Во время парадного обеда в годовщину коронации Чекин перебирает и отказывается пить подаваемые вина, находя их недостаточно тонкими, заводит по этому поводу ссору с С. Салтыковым и гр. П. Чернышевым; «толкнул и сбил парик с головы герольдмейстера Квашнина-Самарина; забрался во внутренние комнаты Салтыкова и здесь прибил дворянина Айгустова, которого разорил в конец своим сутяжничеством; все на него жалуются». В 1738 году ему поручено было набрать ремонт кавалерийских лошадей, с каждых 200 душ по лошади.
Умер Чекин 2 марта 1741 года.